# Astragalus argutensis
Astragalus argutensis är en ärtväxtart som beskrevs av Aleksandr Andrejevitj Bunge. Astragalus argutensis ingår i släktet vedlar, och familjen ärtväxter. Inga underarter finns listade i Catalogue of Life.